# Campionat d'Europa de natació de 1926
El Campionat d'Europa de natació de 1926 va ser la primera edició del Campionat d'Europa de natació. Es va celebrar a Budapest (Hongria) entre el 18 i el 22 d'agost de 1926 sota l'organització de la Lliga Europea de Natació (LEN) i la Federació Hongaresa de Natació.

## Medallistes de Natació

### Homes
| Proves           | Or                                                                                 | Or      | Plata                                                                | Plata   | Bronze                                                    | Bronze  |
| 100 m lliure     | István Bárány · Hongria                                                            | 1:01,0  | Arne Borg · Suècia                                                   | 1:01,1  | Georg Werner · Suècia                                     | 1:03,6  |
| 400 m lliure     | Arne Borg · Suècia                                                                 | 5:14,2  | Herbert Heinrich · Alemanya                                          | 5:21,4  | Friedrich Berges · Alemanya                               | 5:25,6  |
| 1500 m lliure    | Arne Borg · Suècia                                                                 | 21:29,2 | Friedrich Berges · Alemanya                                          | 22:08,2 | Joachim Rademacher · Alemanya                             | 22:19,8 |
| 100 m esquena    | Gustav Fröhlich · Alemanya                                                         | 1:16,0  | Károly Bartha · Hongria                                              | 1:16,0  | Eskil Lundahl · Suècia                                    | 1:16,1  |
| 200 m braça      | Erich Rademacher · Alemanya                                                        | 2:52,6  | Louis van Parijs · Bèlgica                                           | 2:54,8  | Wilhelm Prasse · Alemanya                                 | 3:00,1  |
| 4 × 200 m lliure | AlemanyaAugust Heitmann · Joachim Rademacher · Friedrich Berges · Herbert Heinrich | 9:57,2  | HongriaZoltan Bitskey · András Wanié · Géza Szigritz · István Bárány | 10:03,4 | SuèciaÅke Borg · Arne Borg · Eskil Lundahl · Georg Werner | 10:06,8 |

## Medallistes de Salts

### Homes
| Proves          | Or                     | Or     | Plata                    | Plata  | Bronze                         | Bronze |
| Trampolí 3 m    | Arthur Mund · Alemanya | 186,42 | Josef Lechnir · Alemanya | 173,52 | Július Balasz · Txecoslovàquia | 164,72 |
| Plataforma 10 m | Hans Luber · Alemanya  | 112,84 | Helge Öberg · Suècia     | 107,60 | Albert Knight · Regne Unit     | 101,60 |

## Medallistes de Waterpolo

### Homes
| Proves    | Or      | Plata  | Bronze   |
| Waterpolo | Hongria | Suècia | Alemanya |

## Medaller
| Pos.  | País           | Or | Plata | Bronze | Total |
| 1     | Alemanya       | 5  | 3     | 4      | 12    |
| 2     | Suècia         | 2  | 3     | 3      | 8     |
| 3     | Hongria        | 2  | 2     | 0      | 4     |
| 4     | Bèlgica        | 0  | 1     | 0      | 1     |
| 5     | Regne Unit     | 0  | 0     | 1      | 1     |
| 5     | Txecoslovàquia | 0  | 0     | 1      | 1     |
| Total | Total          | 9  | 9     | 9      | 27    |